# ملخ‌های سبز برگ‌شکل
ملخ‌های سبز برگ شکل (نام علمی: Zabalius) نام یک سرده از تیره جیرجیرک‌های بیشه است.